# 니나 네즈빗
니나 네즈빗(Nina Nesbitt, 1994년 7월 1일 ~ )은 스코틀랜드의 싱어송라이터이다.

## 음반 목록
- Peroxide (2014)
- The Sun Will Come Up, the Seasons Will Change (2019)